# Aaspere

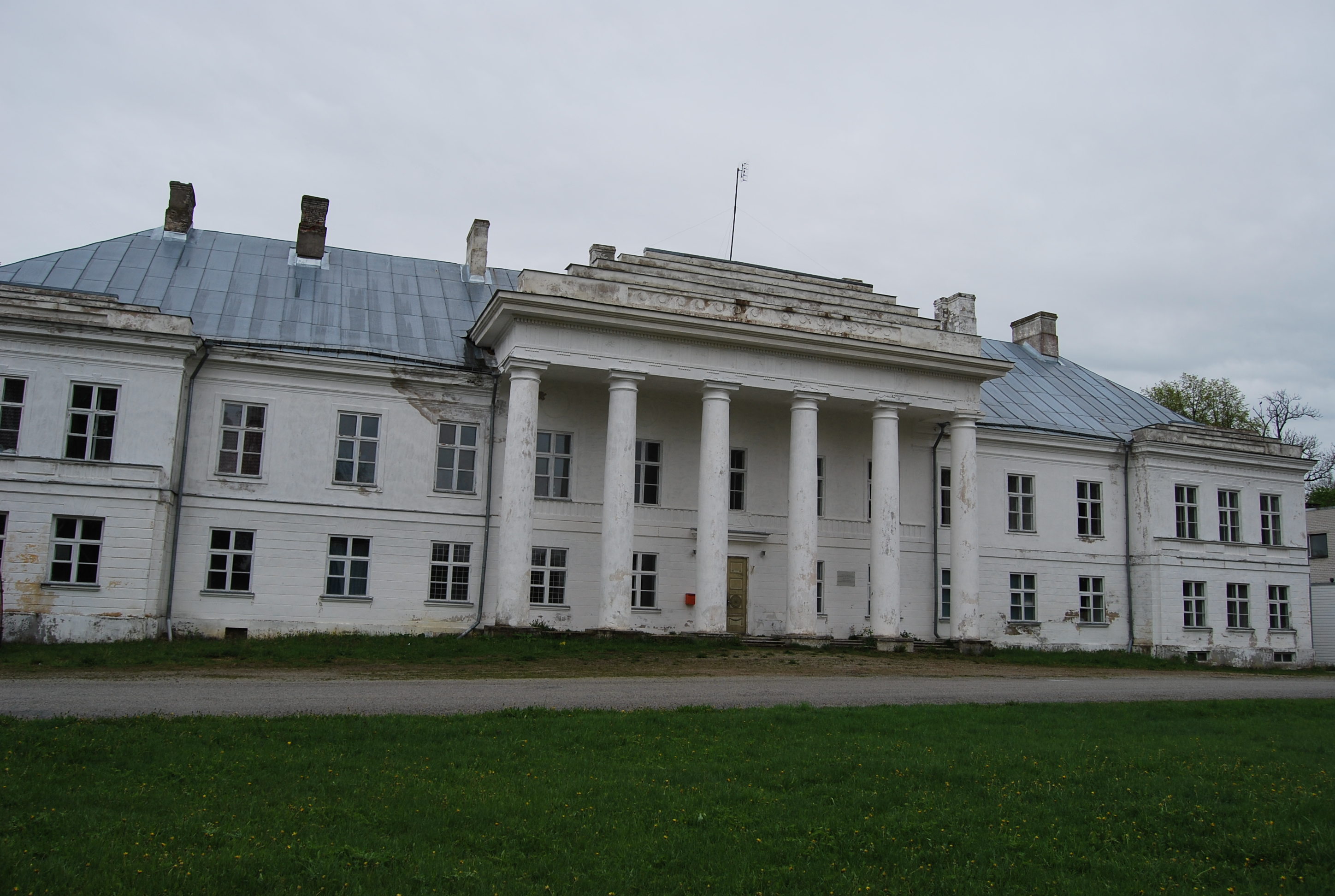
Aaspere

Aaspere (deutsch Kattentack) ist ein ehemaliges Landgut in Nordestland. Es liegt im ehemaligen Kirchspiel Haljala (deutsch Haljall) in Virumaa (deutsch Wierland).
Von 1511 bis 1686 gehörte das Gut durchgängig einem Zweig der Familie Hastfer. In den Jahren 1625 bis 1641 war Dorothea von Hastfer, geborene Asserien, die Witwe von Bernd Hastfer a.d.H. Kattentack, Eigentümerin, ab 1649 ihr Sohn Johann von Hastfer († 1674), der 1647–1650 Ritterschaftshauptmann der estländischen Ritterschaft und sodann Landrat war. Dessen Sohn, der Oberst Wilhelm Heinrich von Hastfer († 1704) verpfändete das Gut erstmals 1686, erneut 1695 an einen Kaufmann und 1700 an Thomas zur Mühlen (1649–1709), den Bürgermeister von Reval. Durch Verkauf gelangte es 1729 schließlich an Arend Dietrich von der Pahlen.
Im 18. Jahrhundert zählte es somit zum Besitz der baltisch-deutschen Grafenfamilien von der Pahlen und Stackelberg (um 1760 durch Kauf erworben). 1785 ging es in das Eigentum von Georg Friedrich Veldten über, der es 1798 wieder veräußerte. Friedrich von Dellingshausen war der nächste Besitzer, er ließ das alte zweigeschossige barocke Herrenhaus aufwendig umbauen, es entstand eines der bedeutenden klassizistischen Herrenhäuser Estlands. Seit 1854 stand es unter der Verwaltung des Landespolitikers und Naturforschers Nikolai Dellingshausen.
Der schwedisch-russische Bildhauer und Hochschullehrer Samuil Friedrich Halberg wurde 1787 auf dem Gut geboren und verstarb 1839 in St. Petersburg.